# Refinaria Alberto Pasqualini
Refinaria Alberto Pasqualini (Refap) foi fundada em 1968, como a unidade de negócios da Petrobras no Rio Grande do Sul, em terras que foram da Fazenda da Brigadeira, no bairro São Luís, município de Canoas. Seu nome é homenagem ao político gaúcho Alberto Pasqualini, senador que foi relator do projeto de criação da Petrobras na Comissão de Economia do Senado e defensor do monopólio do petróleo pela estatal brasileira.
De 2001 até 2010, a composição societária da Refap era Petrobras, com 70% e a firma REPSOL/YPF, com capital espanhol/argentino, com os restantes 30%. Em 2006, a Refap ampliou sua capacidade de refino para 30.000 m³ de petróleo por dia (190 mil barris/dia), com a implantação da Unidade de Coque (UCR), Craqueamento de Resíduos (URFCC), Hidro-tratamento de Diesel (HDT), além de outras unidades menores, passando a ser a quinta maior refinaria do sistema Petrobras no país. Em 14 de dezembro de 2010, a Repsol anunciou a venda de sua participação na refinaria por US$ 800 milhões para a Petrobras, que voltou a ser a única proprietária da refinaria. Em 1 de agosto de 2012, a refinaria foi reincorporada à Petrobras, deixando de ser uma empresa distinta da estatal.
Em novembro de 2012, a Refap possuía autorização para processar 32.000 m³/d de petróleo cru.
Essa refinaria liga-se, por meio de oleodutos ao TEDUT (Terminal Marítimo Almirante Soares Dutra), em Osório, de onde recebe petróleo, e ao TENIT (Terminal de Niterói), em Canoas, às margens do Rio Gravataí, para onde transporta derivados às indústrias que compõem o Polo Petroquímico do Sul, em Triunfo.
Uma característica da Refap é sua enorme área de estocagem de matéria-prima e produtos acabados (no meio industrial chamada de capacidade de "tancagem"), o que a leva a ser a maior refinaria em área ocupada da Petrobras. Esse dimensionamento da área de estocagem deve-se à sua posição estratégica, próxima a fronteiras importantes (Uruguai e Argentina) e à possível dificuldade de abastecimento no período em que o Brasil era muito dependente do petróleo importado.
Além disso, a Refap é considerada a "Refinaria Verde", por possuir avançados mecanismos de controle de emissões atmosféricas, um eficiente sistema de tratamento de efluentes, uma gestão modelo de resíduos sólidos, além de extensas áreas verdes em seus domínios.

## Principais produtos
- Diesel[1]
- Gasolina[1]
- GLP[1]
- Óleo combustível[1]
- Querosene de aviação[1]
- Solventes (hexano, aguarrás e petrosolve)[1]
- Asfalto[1]
- Coque[1]
- Enxofre[1]
- Propeno[1]